# Aalborg Pirates
Aalborg Pirates är en ishockeyklubb från Ålborg i Danmark, som spelar i den högsta danska ligan, Metal Ligaen.

## Historik
År 1967 bildades AaB Ishockey som ishockeysektionen av Aalborg Boldspilklub. Klubben spelade under detta namn fram till år 1997, då namnet Aalborg IK Panthers antogs. År 2003 återgick laget till namnet AaB Ishockey, vilket man spelade under fram till år 2012. Därefter såldes licensen till en ny operatör, och i mars 2012 bildades så Aalborg Ishockey A/S, som i juni samma år bytte namn till Aalborg Pirates